# Antônio Carlos Altieri
Antônio Carlos Altieri SDB (* 18. Oktober 1951 in São Paulo) ist ein römisch-katholischer Ordensgeistlicher und emeritierter Erzbischof von Passo Fundo.

## Leben
Nachdem er am 31. Januar 1971 in der Ordensgemeinschaft der Salesianer Don Boscos die erste Profess abgelegt und seine philosophisch-theologischen Studien absolviert hatte, wurde er am 17. Dezember 1978 zum Priester geweiht.
Am 26. Juli 2006 wurde er von Papst Benedikt XVI. zum Bischof von Caraguatatuba ernannt. Die Bischofsweihe spendete ihm der Erzbischof von São Salvador da Bahia, Geraldo Majella Kardinal Agnelo am 28. Oktober desselben Jahres. Mitkonsekratoren waren sein Amtsvorgänger in Caraguatatuba, Bischof Fernando Mason OFMConv, und Eduardo Pinheiro da Silva SDB, Weihbischof in Campo Grande. Am 5. November 2006 folgte Altieris Amtseinführung in seinem Bistum.
Am 11. Juli 2012 ernannte ihn Benedikt XVI. zum Erzbischof von Passo Fundo.
Schon bald nach seinem Amtsantritt kam es zum Konflikt mit einem Teil des Klerus. Als Folge einer im Mai 2015 durch den emeritierten Kurienkardinal Cláudio Hummes durchgeführten Apostolischen Visitation bot er seinen Amtsverzicht „aus schwerwiegendem Grund“ an. Am 15. Juli 2015 nahm Papst Franziskus seinen vorzeitigen Rücktritt an.